# Алберт (Канзас)
Алберт (енгл. Albert) град је у америчкој савезној држави Канзас.

## Демографија
По попису из 2010. године број становника је 175, што је 6 (-3,3%) становника мање него 2000. године.
| Група             | 2000.       | 2010.       |
| Белци             | 175 (96,7%) | 165 (94,3%) |
| Афроамериканци    | 0 (0,0%)    | 0 (0,0%)    |
| Азијати           | 0 (0,0%)    | 0 (0,0%)    |
| Хиспаноамериканци | 4 (2,2%)    | 8 (4,6%)    |
| Укупно            | 181         | 175         |